# Lübbesee
Lübbesee este o arie protejată (arie specială de conservare — SAC, sit de importanță comunitară — SCI) din Germania întinsă pe o suprafață de 923,23 ha, integral pe uscat.

## Localizare
Centrul sitului Lübbesee este situat la coordonatele 53°04′45″N 13°36′34″E / 53.0792°N 13.6094°E.

## Înființare
Situl Lübbesee a fost declarat sit de importanță comunitară în septembrie 2000.

## Biodiversitate
Situată în ecoregiunea continentală, aria protejată conține 4 habitate naturale: Ape puternic oligomezotrofe cu vegetație bentonică cu Chara spp., Lacuri eutrofice naturale cu vegetație de tip Magnopotamion sau Hydrocharition, Liziere de ierburi înalte hidrofile de câmpie și de nivel montan până la alpin, Mlaștini turboase de tranziție și turbării mișcătoare.
La baza desemnării sitului se află mai multe specii protejate:
- amfibieni (2): buhai de baltă cu burta roșie (Bombina bombina), triton cu creastă (Triturus cristatus)
- mamifere (2): castor (Castor fiber), vidră de râu (Lutra lutra)
- nevertebrate (3): libelule (Leucorrhinia pectoralis), Vertigo angustior, Vertigo moulinsiana
- pești (2): țipar (Misgurnus fossilis), boarță (Rhodeus sericeus amarus)